# Oleksandrivka, Svatove
Oleksandrivka (în ucraineană Олександрівка) este un sat în așezarea urbană Nîjnea Duvanka din raionul Svatove, regiunea Luhansk, Ucraina.

## Demografie
Componența lingvistică a localității Oleksandrivka
     Ucraineană (88,89%)
     Rusă (11,11%)
Conform recensământului din 2001, majoritatea populației localității Oleksandrivka era vorbitoare de ucraineană (88,89%), existând în minoritate și vorbitori de rusă (11,11%).